# می‌یدنیه‌ویتسا، استان ماسوویان
می‌یدنیه‌ویتسا (لهستانی: Miedniewice؛ [mjɛdɲɛˈvit͡sɛ]) یک روستا در لهستان است که در گمینا ویسکیتکی در شهرستان ژراردوف واقع در استان ماسوویان در مرکز شرقی لهستان واقع شده‌است.
این روستا در ۷ کیلومتری غرب ویسکیتکی، ۱۰ کیلومتری غرب ژراردف و ۵۰ کیلومتری غرب ورشو قرار گرفته‌است.
می‌یدنیه‌ویتسا ۴۸۰ نفر جمعیت دارد.